# Kabar (Nachrichtenagentur)
Kabar (offiziell Kirgisische Nationale Presseagentur Kabar) ist eine staatliche Nachrichtenagentur aus Kirgisistan und die älteste des Landes. Sie hat ihren Sitz in der Hauptstadt Bischkek.

## Geschichte
Die Organisation wurde 1937 unter dem Namen KirTAG gegründet und 1992 in KyrgyzKabar umbenannt. 1995 erhielt sie ihren jetzigen Namen. Die Webseite der Agentur ging 1998 online. Seit 2008 gibt es sie auch auf Türkisch, 2017 folgten arabisch und chinesisch. Anfangs wurden Informationen nur in Form von Online- und analogen Meldungen ausgegeben, die Organisation eröffnete jedoch 2002 ein Studio, in dem Videos produziert werden. Einige Sendungen werden von Lokalsendern ausgestrahlt.
Die Agentur unterzeichnete 2013 einen Vertrag mit der aserbaidschanischen Nachrichtenagentur Trend, um mit ihr zusammenzuarbeiten.